# Ekkehard Weil
Ekkehard Weil (auch Ekkehard Weill, * 1948 oder 1949) ist ein deutscher Neonazi und Rechtsterrorist. Weil beging von 1970 bis mindestens Ende der 1990er Jahre etliche Gewaltverbrechen, darunter einen versuchten heimtückischen Mord. 

## Biografie
Als Jugendlicher schloss sich Weil 1965 der extrem rechten „Gemeinschaft Deutscher Jugend“ an und bewegte sich im Dunstkreis des Bundes Heimattreuer Jugend. Als 17-Jähriger meldete er sich als Freiwilliger bei der Bundeswehr, die jedoch seinen Vierjahresvertrag nach einem psychologischen Gutachten vorzeitig kündigte. Im Sommer 1968 begann er zurück in Berlin eine Ausbildung zum Krankenpfleger.
Am 7. November 1970, dem 53. Jahrestag der Oktoberrevolution, schoss der damals 21-jährige Weil auf einen Wachsoldaten am Sowjetischen Ehrenmal im Tiergarten in West-Berlin mit einem Kleinkalibergewehr und verletzte diesen lebensgefährlich. In der Nähe hinterließ er Parolen, zwei Flugblätter und die Selbstbezichtigung „Europäische Befreiungsfront“. Ein britisches Militärgericht verurteilte ihn am 8. März 1971 wegen versuchten heimtückischen Mordes zu sechs Jahren Freiheitsstrafe. Im Prozess ließ Weil seinen Verteidiger erklären, „[er] wolle seinen kleinen Beitrag dazu leisten, daß seine heißgeliebte Heimat Berlin nicht die Beute der Sowjetunion werde.“
Nach seiner vorzeitigen Entlassung im Sommer 1976 schloss sich Weil erneut extrem rechten Gruppen an und verübte am 1. August 1977 einen Brandanschlag auf ein Büro der Sozialistischen Einheitspartei Westberlins (SEW), wofür er am 23. Januar 1978 zu drei Jahren Freiheitsstrafe verurteilt wurde. Noch im Gerichtssaal griff Weil einen Journalisten an, der zu seinem Fall berichtet hatte, und brach diesem das Nasenbein. Weil wurde zu weiteren sechs Monaten Freiheitsstrafe verurteilt.
Am 19. Oktober 1979 flüchtete Weil bei einem Hafturlaub und tauchte in Österreich unter. Dort verübte er eine Anschlagsserie auf Geschäftshäuser und Privatwohnungen von Juden, unter anderem auf die Wohnung von Simon Wiesenthal. Nach einem Hinweis von Norbert Burger wurde Weil mit gefälschten Papieren und einer Pistole im Gepäck im August 1982 bei Mönichkirchen verhaftet. In Wien wurde er 1983/84 gemeinsam mit acht Mittätern aus der Aktion Neue Rechte vor Gericht gestellt und schließlich zu weiteren fünf Jahren Haft verurteilt. Am 12. August 1987 wurde Weil an die Bundesrepublik Deutschland ausgeliefert.
Anfang der 1990er Jahre ging Weil erneut nach Berlin, wo er unter dem Namen Hans Weber in Adlershof lebte. Laut Aussagen von Ingo Hasselbach soll Weil mehrere Wehrsportübungen für die Nationale Alternative organisiert haben. Später ging Weil nach Bochum und tauchte dort beim Freundeskreis Freiheit für Deutschland auf, bis dieser 1993 vom nordrhein-westfälischen Innenministerium verboten wurde. Am 27. April 1994 wurde Weil wegen Volksverhetzung zu einer Bewährungsstrafe verurteilt.
Bei Durchsuchungen von Weils Wohnungen in Berlin und Bochum wurden 1995 neben verschiedenen extrem rechten Schriften unter anderem eine Handgranate mit Zünder, zwei elektrische Zünder, eine Zündmaschine, eine Pistole sowie größere Munitionsmengen beschlagnahmt. 1998 wurde Weil in einer Berufungsverhandlung rechtskräftig wegen Verstoß gegen das Waffengesetz, das Kriegswaffenkontrollgesetz und Volksverhetzung zu 2½ Jahren Haft verurteilt. Er trat die Haftstrafe nicht an und tauchte unter.
Presseberichte vermuteten eine Beteiligung Weils an den Sprengstoffanschlägen auf das Grab von Heinz Galinski im Dezember 1998 und die Ausstellung „Verbrechen der Wehrmacht“ im März 1999 in Saarbrücken. Auch staatliche Behörden hatten den Verdacht, Weil plane aus der Illegalität schwere Straftaten. Nach Hinweisen des Verfassungsschutzes wurde er im Oktober 2000 in Bochum verhaftet.
Das Bundesamt für Verfassungsschutz kam 2004 in einem internen Bericht zu der Einschätzung bei Weil „handelt es sich um einen ungebrochen militanten und überzeugten Rechtsextremisten mit hoher Affinität zu Waffen und Sprengstoffen. Es ist zu erwarten, dass Weil nach seiner Haftentlassung erneut ein nicht unerhebliches Gefahrenpotential darstellt.“